# Planaltina
Planaltina es un género con tres especies de plantas con flores perteneciente a la familia de las rubiáceas. Se encuentra en Brasil.

## Especies dePlanaltina
A continuación se brinda un listado de las especies del género Planaltina aceptadas hasta febrero de 2012, ordenadas alfabéticamente. Para cada una se indica el nombre binomial seguido del autor, abreviado según las convenciones y usos, y la publicación válida.
- Planaltina capitata (K.Schum.) R.M.Salas & E.L.Cabral, J. Bot. Res. Inst. Texas 4: 199 (2010).
- Planaltina lanigera (DC.) R.M.Salas & E.L.Cabral, J. Bot. Res. Inst. Texas 4: 202 (2010).
- Planaltina myndeliana R.M.Salas & E.L.Cabral, J. Bot. Res. Inst. Texas 4: 204 (2010).